# Nikon SP
Le Nikon SP est un appareil photographique argentique à télémètre et objectif interchangeable construit par Nikon entre 1957 et 1964.

## Historique
Le Nikon SP fait son apparition en septembre 1957, en réponse à la mise sur le marché par Leitz du Leica M3 en 1954. Le SP reprend plusieurs caractéristiques de son prédécesseur le S2, comme la monture S et le système de mise au point, mais il innove sur de nombreux points, avec en particulier un système de visée télémétrique proposant plusieurs cadres à choisir suivant l'objectif utilisé et une motorisation possible. La production du SP a cessé en 1964, plusieurs années après la sortie du Nikon F en 1959. Plus de 24 000 SP ont été fabriqués ce qui est assez peu.
Le vrai succès du SP sera le Nikon F qui reprendra une grande partie de sa mécanique et de son boitier.

## Caractéristiques
Le SP est muni d'un classique obturateur plan focal à rideaux défilant horizontalement. Initialement en toile il seront plus tard en titane. Le flash est utilisable jusqu'au 1/60 de seconde

## Objectifs
Le choix d'objectif est important, voire pléthorique. La liste comprend :
Grand angle : Un 21 mm, un 25 mm, un 28 mm, trois 35 mm ouvrant à 1/1.8, 1/2.5 et 1/3.5. 
Standard : quatre 50 mm ouvrant 1/1.1, 1/1.4 et 1/2, le quatrième étant un "micro Nikkor" utilisable à 45 cm du sujet.
Téléobjectif : Deux 85 mm (1/1.5 et 1/2), Deux 105 mm (1/2.5 et 1/4), un 135 mm, un 180 mm, un 250 mm, un 350 mm, un 500 mm et un 1000 catadioptrique à utiliser avec une chambre reflex.

## Accessoires
Moteur électrique S36 donnant 3 images par seconde.